# Hyaloplaga
Hyaloplaga és un gènere monotípic d'arnes de la família Crambidae descrit per William Warren el 1892. Conté només una espècie, Hyaloplaga pulchralis, descrita per Frederic Moore el 1867, que es troba a Darjeeling, Índia.